# Philips Sport Vereniging 1987-1988
Questa voce raccoglie le informazioni riguardanti il PSV nelle competizioni ufficiali della stagione 1987-1988.

## Stagione
A inizio stagione il PSV cede diversi giocatori di livello, quali René van der Gijp (Neuchâtel Xamax), Michel Valke (Olympique Lione), Jurrie Koolhof (Groningen) e soprattutto Ruud Gullit, acquistato dal club italiano del Milan in cambio di 13,5 miliardi di lire. Le cessioni sono compensate dagli arrivi di Søren Lerby a fine carriera in arrivo dal Monaco e dall'interno di centrocampo Anton Janssen dal Fortuna Sittard. Il PSV vince il campionato nazionale con diverse giornate d'anticipo sull'Ajax e si conferma campione dei Paesi Bassi. In coppa esclude De Treffers (6-0), MVV (3-1), Den Bosch (1-0), RBC Roosendaal (2-0), RKC Waalwijk (3-2) e supera in finale, in rimonta, il Roda JC per 3-2 (doppio Gerets e Lerby ai supplementari) vincendo il titolo. In Coppa Campioni, gli olandesi estromettono Galatasaray (3-2), Rapid Vienna (4-1), Bordeaux (1-1, regola dei gol in trasferta) e il Real Madrid in semifinale (1-1, regola dei gol in trasferta), giocandosi la finale del trofeo continentale contro il Benfica. Il 25 maggio 1988, a Stoccarda, il PSV vince la sfida contro i portoghesi ai calci di rigore dopo aver terminato in parità i tempi regolamentari (0-0): van Breukelen para il sesto rigore del Benfica e consente agli olandesi di vincere la prima Coppa Campioni della storia. Con questo terzo successo stagionale, il PSV centra anche uno storico treble classico.

## Maglie e sponsor
Lo sponsor tecnico per la stagione 1987-1988 è Adidas, mentre lo sponsor ufficiale è Philips.
| Casa | Trasferta |  |

## Rosa
| N. |                        | Ruolo | Calciatore             |
| -- | ---------------------- | ----- | ---------------------- |
|    | Paesi Bassi (bandiera) | P     | Patrick Lodewijks      |
|    | Paesi Bassi (bandiera) | P     | Hans van Breukelen     |
|    | Belgio (bandiera)      | D     | Eric Gerets (capitano) |
|    | Danimarca (bandiera)   | D     | Jan Heintze            |
|    | Paesi Bassi (bandiera) | D     | Ronald Koeman          |
|    | Paesi Bassi (bandiera) | D     | Adick Koot             |
|    | Danimarca (bandiera)   | D     | Ivan Nielsen           |
|    | Paesi Bassi (bandiera) | D     | Berry van Aerle        |
|    | Paesi Bassi (bandiera) | D     | Eric van Kessel        |
|    | Paesi Bassi (bandiera) | D     | John Veldman           |
|    | Danimarca (bandiera)   | C     | Frank Arnesen          |
|    | Danimarca (bandiera)   | C     | Søren Lerby            |

| N. |                        | Ruolo | Calciatore           |
| -- | ---------------------- | ----- | -------------------- |
|    | Paesi Bassi (bandiera) | C     | Hans Gillhaus        |
|    | Paesi Bassi (bandiera) | C     | Anton Janssen        |
|    | Paesi Bassi (bandiera) | C     | Roberto Lanckohr     |
|    | Paesi Bassi (bandiera) | C     | Edward Linskens      |
|    | Norvegia (bandiera)    | C     | Hallvar Thoresen     |
|    | Paesi Bassi (bandiera) | C     | Willy van de Kerkhof |
|    | Paesi Bassi (bandiera) | C     | Gerald Vanenburg     |
|    | Paesi Bassi (bandiera) | A     | Wim Kieft            |
|    | Paesi Bassi (bandiera) | A     | Eric Viscaal         |
|    | Paesi Bassi (bandiera) | A     | Henk Vos             |
|    | Paesi Bassi (bandiera) | A     | Cemal Yilmaz         |